# بيل كورير
بيل كورير (بالإنجليزية: Bill Currier)‏ هو لاعب كرة قدم أمريكية أمريكي، ولد في 1955 في جلان بورني في الولايات المتحدة.

## وصلات خارجية
- بيل كورير على موقع مرجع كرة القدم المحترفة.كوم (الإنجليزية)